# Petrus de Eerbiedwaardige

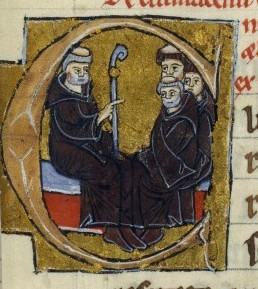
Petrus Venerabilis samen met andere monniken
(13e eeuw), miniatuur uit manuscript Lat. 17716, BnF

Petrus de Eerbiedwaardige of Petrus Venerabilis (Montboissier, ca. 1092 à 1094 - Cluny, 25 december 1156) was een Franse benedictijn, theoloog en de laatste grote abt van Cluny. Hoewel hij soms als heilig of zalig wordt genoemd, is hij nooit officieel heilig verklaard. Zijn eigenlijke naam was Pierre Maurice de Montboissier, maar omwille van zijn verdiensten noemde keizer Frederik I Barbarossa hem in 1153 de Eerbiedwaardige (Venerabilis).

## Achtergrond en familie
Petrus was afkomstig uit het adellijke geslacht van de heren van Montboissier in Auvergne. Zijn vader, Maurice de Montboissier, vocht mee in de Eerste Kruistocht en trad op het eind van zijn leven in het klooster van Sauxillanges in ad succurrendum (dit is de gewoonte dat weldoeners van een klooster tegen het eind van hun leven, vlak voor het sterven, het ordekleed mogen aannemen). Na het overlijden van zijn vader, trok zijn moeder zich terug in het klooster van Marcigny, waar zij nog een twintigtal jaren verder leefde.
Het religieuze leven werd er van kinds af aan ingelepeld. Vier zonen uit het gezin werden dan ook abt in verschillende abdijen, een vijfde werd aartsbisschop. Alleen de oudste zoon werd geen religieus en werd erfgenaam van Montboissier.

## Aanvang van zijn religieuze leven
Petrus ging rond zijn zevende levensjaar naar het nabijgelegen klooster van Sauxillanges, waar hij voorbereid werd op het kloosterleven. Rond zijn 16e jaar legde hij voor abt Hugo van Cluny zijn professie af bij de benedictijnen van Cluny. In 1116 werd hij door abt Pontius (Pons de Melgueil) als prior naar Vézelay gestuurd en in 1120 werd hij prior van de priorij van Domène. In 1122 kwamen er klachten tegen abt Pontius van Cluny, waarop deze vertrok. Een bejaarde monnik, Hugo, werd als nieuwe abt gekozen (Hugo II), maar reeds enkele maanden later overleed deze. In augustus 1122 werd Petrus Venerabilis dan verkozen tot 9e abt van de abdij van Cluny. Nadien zou Pontius zijn afzetting betwisten en wilde hij de macht gewapenderhand heroveren. Paus Honorius II riep beiden naar Rome, waar hij Pontius streng veroordeelde en excommuniceerde.

## Contacten en spanningen
Petrus Venerabilis is bekend om zijn vele contacten. Getuige daarvan zijn de vele brieven die van hem bewaard zijn. Hij heeft ook veel gereisd: doorheen Frankrijk, naar Italië, Spanje, Engeland. Het was eveneens een tijd van spanningen. Bij een aantal daarvan was Petrus persoonlijk betrokken.

### Het pauselijk schisma
In 1130 werd Innocentius II tot paus gekozen, maar door tegenstanders werd een tegenpaus benoemd, Anacletus II. Deze laatste was een voormalig monnik van de abdij van Cluny. Toch gaf Petrus de Eerbiedwaardige zijn steun aan Innocentius II.

### Bernardus van Clairvaux
Petrus de Eerbiedwaardige werd deels mee beïnvloed door Bernardus van Clairvaux. De hervormingen die hij doorvoerde bij de orde van Cluny getuigen daarvan: de verscherpte regelgeving met betrekking tot allerhande zaken als het gebruik van voedsel, kleding en beddengoed. Petrus had ook een aantal rechtstreekse contacten met Bernardus. Deze verliepen min of meer vriendschappelijk, maar soms ook enigszins gespannen. Het scherpst stelde zich dit in 1138. Er moest een nieuwe bisschop van Langres benoemd worden. Bijna was een cluniacenzer benoemd, maar onder druk van Bernardus werd op het allerlaatste moment toch een cisterciënzer benoemd.

### Abélard
Bernardus van Clairvaux was een heftig tegenstander van Abélard (Petrus Abaelardus) en stuurde aan op een veroordeling in 1140. Daarop trok Abélard naar de abdij van Cluny. Onder bemiddeling en in aanwezigheid van Petrus de Eerbiedwaardige verzoenden Bernardus en Abélard zich terug in Cîteaux. Ziek trok Abélard zich daarna terug in de cluniacenzer priorij Saint-Marcel, dicht bij Chalon-sur-Saône, waar hij ook bleef tot zijn dood in 1142.

## Strijdschriften
Petrus Venerabilis nam in een aantal kwesties duidelijke, soms zeer scherpe standpunten in. Een aantal daarvan zijn bewaard gebleven.

### Tegen Petrus van Bruys
Petrus van Bruys was een Frans priester die uit zijn ambt werd gezet, ging rondtrekken en tot ketter werd verklaard. Hij wist een aantal volgelingen achter zich te krijgen. Petrus de Eerbiedwaardige schreef een scherpe veroordeling tegen zijn ideeën in zijn Contra Petrobrusianos hereticos.

### Tegen de Joden
In 1143 schreef Petrus de Eerbiedwaardige een striemend werk tegen de Joden, vermoedelijk het eerste zo scherp polemische anti-Joodse werk binnen het christendom. Daarin stelde hij in vraag of Joden wel redelijke menselijke wezens zijn, vond hen veel erger dan de Saracenen en vergeleek hen met dieren. Ondanks zijn scherpe taal, trachtte hij de opvattingen van de Joden te doorgronden en bestudeerde hij onder meer de Talmoed.

### Tegen de islam
Petrus de Eerbiedwaardige schreef eveneens enkele harde werken tegen de islam (enkele ervan werden vertaald in het Duits). De bekendste zijn Summa totius haeresis Saracenorum en Liber contra sectam sive haeresim Sarracenorum. Zoals bij zijn andere werken had hij zich eerst verdiept in de materie. Daarvoor liet hij onder meer in 1143 onder leiding van de Engelse geleerde Robert van Ketton de eerste Latijnse vertaling van de Koran maken.

## Belang
Onder leiding van Petrus de Eerbiedwaardige kende de abdij van Cluny een nieuwe bloeiperiode. Hij was een hervormer die streefde naar meer gebed en ascese. Hij wordt dan ook de laatste 'grote' abt van Cluny genoemd.
Hij schreef onder meer belangrijke bijdragen over de eucharistie en de Maagd Maria. Misschien wel zijn belangrijkste werk is De miraculis libri duo, dat handelt over het optreden van de duivel in de wereld. Hoewel hij een aantal polemische werken schreef, was hij een man van verzoening en geweldloosheid. Reeds in zijn tijd genoot hij veel aanzien. Daarvan getuige de titel de Eerbiedwaardige die Frederik Barbarossa hem gaf, evenals de omschrijving van hem door Bernardus van Clairvaux als 'een belangrijk man begaan met belangrijke zaken'. Maar ook recenter onderstreepte paus Benedictus XVI in een catechetische lezing het belang van Petrus de Eerbiedwaardige voor onze tijd.

## Werken
Een aantal van zijn werken (niet volledig):
- Contra Petrobrusianos hereticos
- Adversus Iudeorum inveteratam duritiem
- Liber contra sectam sive haeresim Sarracenorum
- Summa totius haeresis Saracenorum
- De miraculis libri duo

- Bibsys: 90611826
- Biblioteca Nacional de España: XX1334235
- Bibliothèque nationale de France: cb11919747t (data)
- Catàleg d'autoritats de noms i títols de Catalunya: 981058524013806706
- Gemeinsame Normdatei: 11880328X
- Historisch woordenboek van Zwitserland: 048719
- International Standard Name Identifier: 0000 0001 2103 008X
- Library of Congress Control Number: n85341075
- MusicBrainz: 5c702b66-8ec1-4ab8-9a80-ea95e8984fdd
- Nationale Bibliotheek van Tsjechië: jn19981001975
- Nationale bibliotheek van Australië: 35422797
- Nationale Bibliotheek van Israël: 987007266420705171
- Nationale en Universitaire bibliotheek Zagreb: 000164981
- Nederlandse Thesaurus van Auteursnamen: 07163116X
- Istituto Centrale per il Catalogo Unico: CFIV084628
- LIBRIS: 83582
- Système universitaire de documentation: 027072851
- Trove: 947230
- Virtual International Authority File: 90632967